# Agent de liaison météorologique de port
 (mars 2025).
L’Agent de liaison météorologique de port est un agent d’un service membre de l’Organisation météorologique mondiale chargé de maintenir la liaison avec les observateurs embarqués, de vérifier les instruments, de donner des avis et de contacter les autorités en vue d'établir une coopération dans l’exploitation de stations sur navires faisant route.